# 티그라이주

티그라이주

티그라이주의 기

티그라이주(티그리냐어: ክልል ትግራይ, Tigray)는 에티오피아의 북부의 주로, 주도는 메켈레이며 면적은 50,078,64km2, 인구는 6,316,988명(2014년 기준), 인구밀도는 87.0명/km2이다. 북쪽으로 에리트레아, 서쪽으로 수단에 접하며, 남쪽으로는 암하라 주 및 아파르 주와 만난다. 동부와 중부는 알레과산에서 3,291m 높이에 이르는 높은 고원으로 이루어져 있는데, 비교적 저지대인 서부보다 훨씬 인구밀도가 높다.
주민들은 티그라이어를 사용하고 에티오피아 정교회를 믿는 티그라이인이 대부분이다.
티그라이 인민해방전선과 에티오피아 중앙 정부 간의 갈등으로 최근 티그라이 전쟁이 일어나 혼란을 겪고 있다.